# Kazimierz Bartel

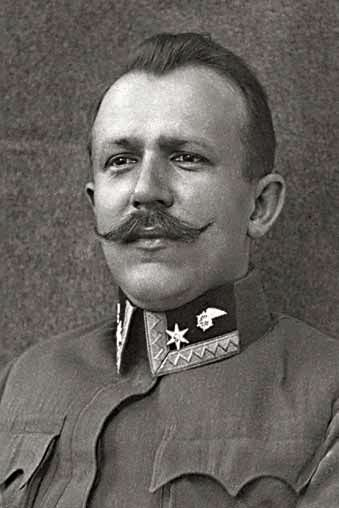
Kazimierz Bartel jako oficer wojsk kolejowych Armii Austro-Węgier, I wojna światowa

Kazimierz Władysław Bartel (ur. 3 marca 1882 we Lwowie, zm. 26 lipca 1941 tamże) – polski matematyk i polityk; profesor i rektor Politechniki Lwowskiej, premier pięciu rządów Rzeczypospolitej, w tym pierwszy premier Polski po przewrocie majowym; senator i poseł na Sejm, w latach 1919–1920 kierownik Ministerstwa Kolei Żelaznych, wicepremier oraz minister wyznań i oświecenia publicznego w pierwszym rządzie Józefa Piłsudskiego, podpułkownik saperów Wojska Polskiego, wolnomularz.
Po zajęciu Lwowa przez Wehrmacht (po ataku Niemiec na ZSRR) został aresztowany przez Gestapo, a po trzech tygodniach rozstrzelany na rozkaz Heinricha Himmlera. Jako matematyk zajmował się głównie geometrią wykreślną; prezes Polskiego Towarzystwa Matematycznego w latach 1930–1932.

## Życiorys

### Młodość, wykształcenie i kariera naukowa
Był synem Michała Bartla i Amalii z domu Hadaczek. Ukończył szkołę ludową w Stryju. Następnie uczył się w tamtejszym gimnazjum, lecz przez słabe postępy w nauce, został wysłany przez swego ojca na praktyki ślusarskie, a po nich do szkoły wydziałowej. Kolejno był uczniem Cesarsko-Królewskie (Państwowej) Szkoły Przemysłowej we Lwowie, którą ukończył zdaniem matury w 1898 r. Po jej uzyskaniu rozpoczął studia na Szkole Politechnicznej we Lwowie (od 1919 r. Politechnika Lwowska) studiując mechanikę. Zakończył je z wyróżnieniem w 1907. W 1909 uzyskał tytuł doktora nauk technicznych jako jeden z pierwszych z tym tytułem w Austrii. Ponadto studiował także matematykę i filozofię na Uniwersytecie Franciszkańskim we Lwowie oraz na Uniwersytecie Ludwika i Maksymiliana w Monachium. Podjął pracę na Politechnice Lwowskiej jako asystent w Katedrze Geometrii Wykreślnej. W 1913 uzyskał tytuł profesora nadzwyczajnego i jednocześnie został kierownikiem Katedry Geometrii Wykreślnej Szkoły Politechnicznej, a w 1914 uzyskał tytuł profesora zwyczajnego geometrii wykreślnej Politechniki Lwowskiej.

### Wielka Wojna
Podczas I wojny światowej został wcielony do armii austro-węgierskiej. Osiągnął rangę porucznika. Zajmował się głównie przygotowywaniem dróg kolejowych niezbędnych dla przemieszania się pociągów z wojskiem i zaopatrzeniem. Po wyparciu Rosjan i wznowieniu działalności Szkoły Politechnicznej, odszedł z wojska i powrócił do Lwowa na początku 1918 r.

### II Rzeczpospolita
W 1919 r. jako ochotnik wziął udział w walkach polsko-ukraińskich jako dowódca I Batalionu Kolejowego i komendant obrony lwowskiego Dworca Głównego. Od maja 1919 był, w stopniu kapitana, kierownikiem lwowskiego oddziału Kierownictwa Budowy Pociągów Pancernych. 20 maja 1919 został formalnie przyjęty do Wojska Polskiego z zatwierdzeniem posiadanego stopnia majora, z zaliczeniem do I rezerwy armii, z jednoczesnym powołaniem do służby czynnej na czas wojny aż do demobilizacji. Przez pewien okres był szefem Kolejnictwa Polowego. Później został zwolniony do cywila.
Sukcesy na tym polu spowodowały, że po zakończeniu walk i odblokowaniu miasta został powołany przez premiera Leopolda Skulskiego na stanowisko ministra kolei żelaznych. Pełnił tę funkcję także w gabinetach Wincentego Witosa i Władysława Grabskiego. Po zakończeniu wojny z bolszewikami został zweryfikowany w stopniu podpułkownika pospolitego ruszenia ze starszeństwem z 1 czerwca 1919 w korpusie oficerów rezerwowych kolejowych. W 1923 posiadał przydział mobilizacyjny do 3 Pułku Kolejowego w Poznaniu.
Bartel jako minister zasiadał w Radzie Obrony Państwa, doprowadził do normalizacji sytuacji na kolei, szczególnie pod kątem protestów. Jednakże fala strajków w 1920 r. spowodowała, że podał się do dymisji, lecz nie została ona przyjęta. Podczas jego nieobecności podczas urlopu, rząd przyjął niekorzystne decyzje o taryfie kolejowej. Bartel ponownie złożył rezygnację z funkcji szefa resoru, która została przyjęta.
W 1922 r. został wybrany do Sejmu i posłował nieprzerwanie do 1929. Początkowo był członkiem partii PSL „Wyzwolenie”, ale nie był zadowolony z radykalizacji tego ugrupowania. W marcu 1925 na zjeździe PSL „Wyzwolenie” zadecydowano o przyjęciu postulatu przeprowadzenia reformy rolnej bez odszkodowania. Bartel odszedł z tej partii i w kwietniu 1925, razem z Marianem Zyndramem-Kościałkowskim i Bolesławem Wysłouchem, założył poselski Klub Pracy. Organizacja ta szybko znalazła się pod wpływem piłsudczyków. Tuż przed zamachem majowym Bartel otrzymał od Józefa Piłsudskiego polecenie przygotowania się do objęcia funkcji premiera po przewidywanym przez marszałka upadku rządów parlamentarnych.

#### Pierwszy rząd Bartla

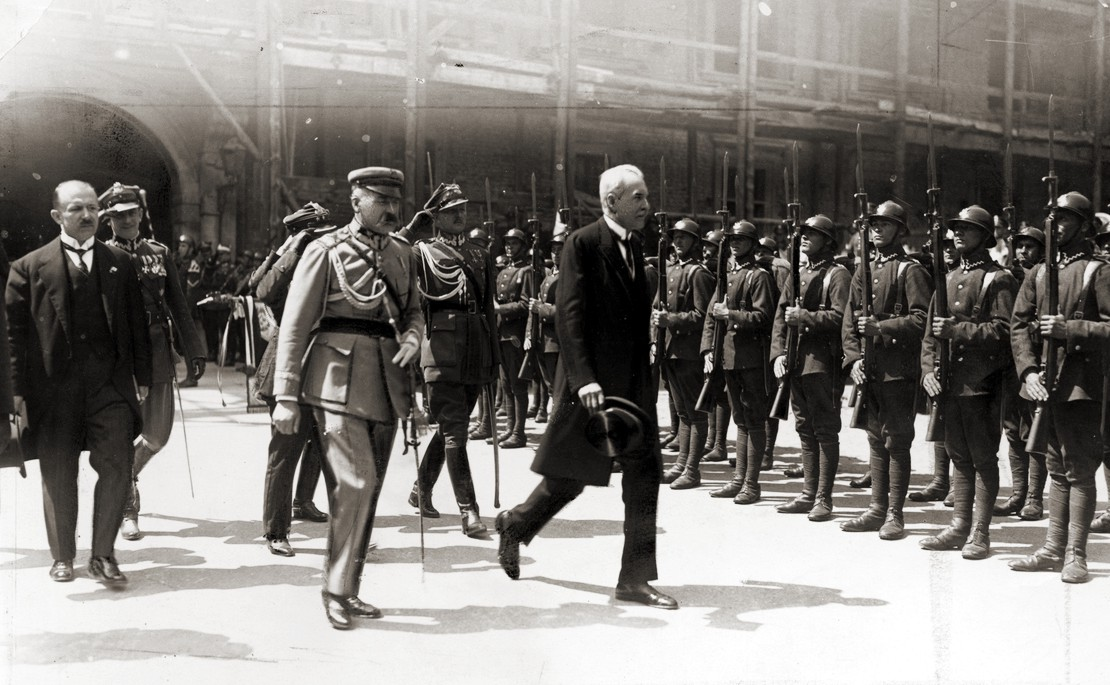
Ignacy Mościcki przybywa na uroczystość zaprzysiężenia 4 czerwca 1926 na Zamku Królewskim w Warszawie. Obok Józef Piłsudski i Kazimierz Bartel

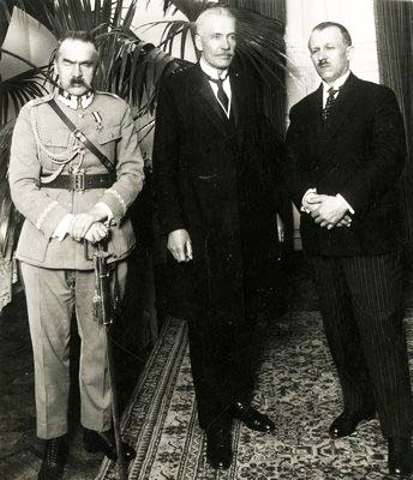
Kazimierz Bartel (po prawej) wraz z Józefem Piłsudskim i Ignacym Mościckim po zaprzysiężeniu prezydenta

15 maja 1926, po rezygnacji rządu Witosa i prezydenta Stanisława Wojciechowskiego, Bartel został desygnowany przez Macieja Rataja (marszałka Sejmu, pełniącego obowiązki głowy państwa) na stanowisko premiera. Stwierdził, że będzie szefem rządu tylko do czasu wyboru nowego prezydenta. 

Bartel miał dopiero czterdzieści cztery lata, ale chorował na nerki i praktycznie stale cierpiał. Mimo to był człowiekiem pogodnym i sympatycznym. Nawet jego sejmowi przeciwnicy przyznawali, że w relacjach osobistych trudno nie lubić Bartla. Jako premier starał się wyświadczać posłom różne drobne przysługi i nie widział powodu, by bez wyraźnej konieczności sprawiać komukolwiek przykrość. Już po krótkim czasie wielu posłów popierało premiera w licznych sprawach, w których normalnie raczej nie chciałoby go poprzeć. Dali się uwieść jego niezwykle ugodowemu stylowi. To jednak nie oznaczało, że Bartel nie miał ściśle określonych poglądów. Gdy stanął na czele rządu, przyjął stanowisko w polskiej polityce niespotykane: że posłowie i senatorowie mają tylko jedno prawo – uchwalać ustawy. Rząd miał natomiast prawo i obowiązek wcielać te ustawy w życie bez ingerencji ze strony parlamentu .

 Rząd Bartla składał się w większości z osób nie związanych z jakimikolwiek partiami politycznymi (cztery z nich już wcześniej piastowały stanowiska ministerialne). Ideowo określany był jako centrowy – premier wykluczył przy tworzeniu gabinetu przywódców zarówno prawicy, jak i lewicy. Sam Bartel objął tekę ministra kolei, a Piłsudski został ministrem spraw wojskowych. Układ taki wzburzył przede wszystkim Polską Partię Socjalistyczną, która poparła zamach. W ten sposób Piłsudski dał jej jednak do zrozumienia, że nie czuje się zobowiązany do wdzięczności .
16 maja 1926 premier Bartel wygłosił oświadczenie, w którym zawarł podstawowe założenia swej polityki. Stwierdził, że gabinet przejął władzę zgodnie z prawem, nie naruszając konstytucyjnego porządku. Wezwał także do zachowania spokoju, ciężkiej pracy i poświęcenia na rzecz ojczyzny. Jednocześnie obiecał usunięcie ze stanowisk państwowych i życia politycznego ludzi niekompetentnych i skorumpowanych. Za wzór moralny Bartel obrał sobie osobę Józefa Piłsudskiego, który miał udzielać premierowi wskazówek co do kierunku prowadzonej polityki .
Gdy Piłsudski odmówił przyjęcia wyboru na urząd prezydenta, to Bartel mu podsunął kandydaturę Ignacego Mościckiego na stanowisko głowy państwa, który również był profesorem Politechniki Lwowskiej. Rząd Bartla prowadził bardzo aktywną działalność, zbierając się co drugi dzień, a w pewnych okresach codziennie. 4 czerwca 1926 Mościcki został wybrany na prezydenta Polski, wobec czego Bartel podał się do dymisji, wraz z całym gabinetem. Nowa głowa państwa ponownie desygnowała go na premiera.

#### Drugi i trzeci rząd Bartla

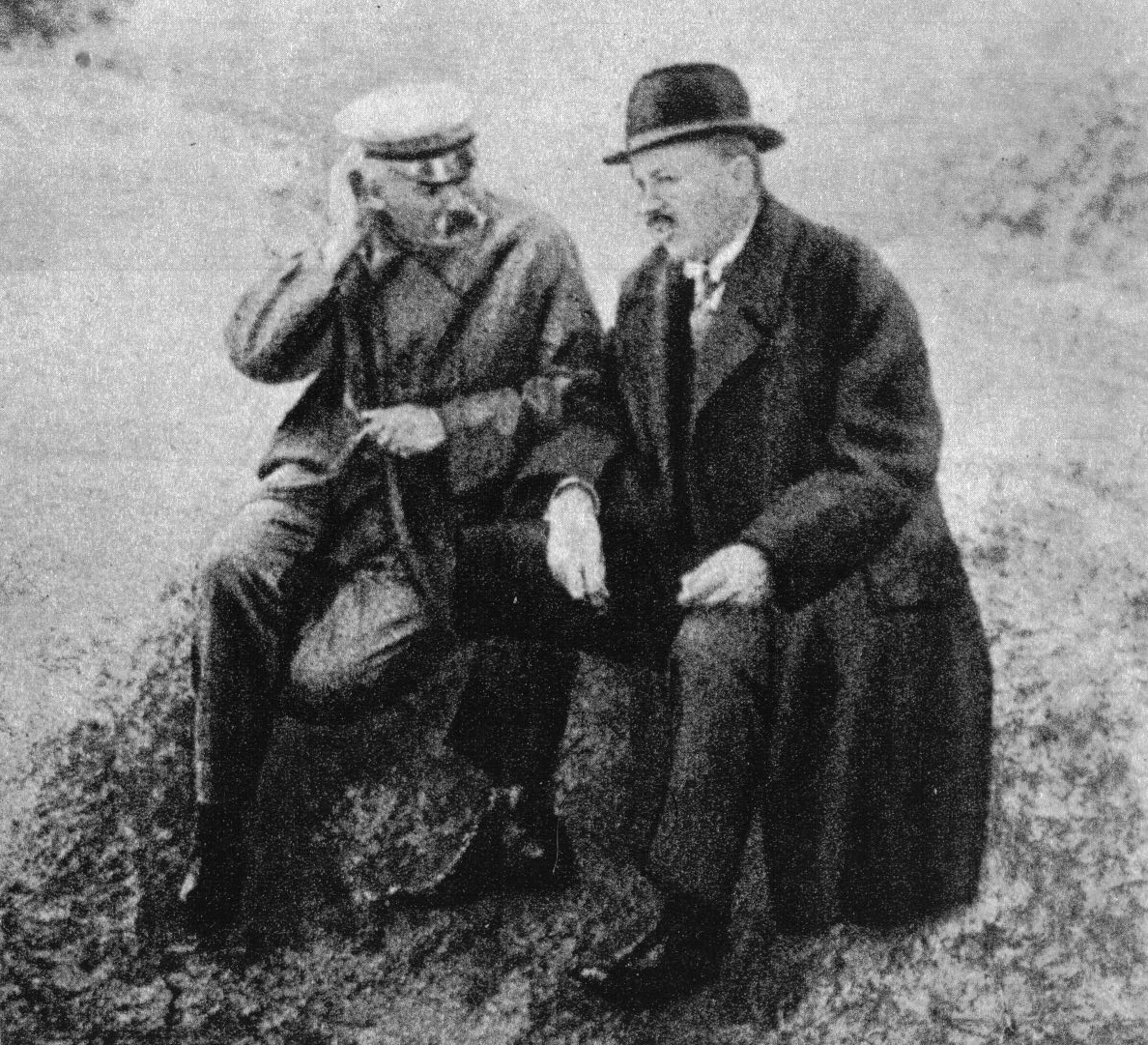
Piłsudski i Bartel w 1926

8 czerwca 1926 – po trzech dniach od propozycji Mościckiego dla Bartla – za akceptacją Piłsudskiego – sformowano drugi rząd tego polityka. Bartla wybrał na premiera głównie dlatego, iż należał on do sejmowego „Klubu Pracy”, złożonego z pięciu tylko posłów; klub tak mały i pozbawiony znaczenia nie mógł nakładać na Bartla – jako premiera ani „instrukcji”, ani „zobowiązań”. W tym samym dniu Piłsudski wystosował list do szefa gabinetu, w którym przedstawił warunki, po spełnieniu których zdecyduje się na ponowne wejście do rządu. Postulował przede wszystkim przywrócenie dekretu o organizacji najwyższych władz wojskowych z 7 stycznia 1921 (umożliwiał on kierowanie ministerstwem spraw wojskowych bez kontroli rządu i Sejmu). 9 czerwca 1926 gabinet przywrócił dekret, na swoim pierwszym posiedzeniu, przyjmując także uchwałę zwiększającą kompetencje prezydenta. Bartel spotkał się z przedstawicielami klubów parlamentarnych, deklarując w rozmowie z nimi swe oddanie parlamentaryzmowi, ale podkreślał jego zdaniem ważniejszą kwestię – rozwój gospodarczy kraju. Na spotkaniu z senatorami przedstawił konieczność m.in. walki z biurokracją, wprowadzenia apolityczności wojska oraz likwidacji Ministerstwa Robót Publicznych. Stwierdził także, że przed zamachem majowym w Polsce nie było demokracji, ponieważ rządziła (...) oligarchia i konwenktykle przywódców wpływowych klubów.
Zwolennicy Bartla podkreślali sprawność, z jaką łagodził spory i zarządzał państwem. Jego przeciwnicy natomiast widzieli w nim narzędzie ograniczania roli parlamentu (bartlowanie Sejmu). Kazimierz Bartel desygnowany był na premiera wówczas, gdy marszałek Piłsudski podejmował próbę porozumienia się z Sejmem. Sam Bartel uważany był za przedstawiciela tendencji liberalnych w obozie sanacyjnym i rzecznika współpracy z izbą. W przeciwnym wypadku posadę szefa rządu przejmowali Kazimierz Świtalski lub Walery Sławek, uznawani za bezkompromisowych zwolenników walki z parlamentem.

Rządy Bartla wpłynęły na wyraźną poprawę działalności administracji państwowej. Było to zasługą przede wszystkim samego premiera, który odznaczał się zmysłem organizacyjnym. Udało mu się stworzyć sprawny system działania rządu w powiązaniu z Sejmem i urzędnikami niższego rzędu: 

Ministrowie poprzednich rządów uważali się z reguły za autonomicznych władców swych ministerstw, które aż nazbyt często wykorzystywali do załatwiania prywatnych interesów członków swojej partii. Ministrowie gabinetu Bartla mieli działać sprawnie i nie oglądać się na żadne polityczne więzi i przyjaźnie. Urzędnicy premiera sprawdzali i zatwierdzali budżet każdego ministerstwa. Każdy minister odpowiadał przed premierem za działanie swojego urzędu. Ministrowie nie mogli zajmować się działalnością polityczną. Przed wygłoszeniem jakiegokolwiek przemówienia w Sejmie musieli jego tekst przedkładać premierowi do zatwierdzenia. Bartel żądał od każdego ministra, by przed objęciem urzędu dał mu podpisany, lecz niedatowany list z rezygnacją. Premier mógł w każdej chwili wpisać datę i „przyjąć” prośbę o dymisję. Interesujące, że nawet Piłsudski dał mu taki list. Bartel osobiście przygotowywał porządek obrad każdego posiedzenia rządu i nie pozwalał na poruszanie jakiegokolwiek tematu bez jego wcześniejszej zgody .

 Z tego systemu zadowolony był Piłsudski, który mógł dzięki temu zająć się wojskiem, zmniejszając swą aktywność w kwestiach czysto politycznych.
Bartel starał się także poprawić sytuację polskich Żydów. Jego rządy opracowały m.in. zmiany w prawie eliminujące pozostałości regulacji pochodzących jeszcze z czasów carskich, których celem było prześladowanie tej mniejszości. Gabinet Bartla ogłosił, że jest przeciwny numerus clausus, a w 1927 premier doprowadził do uchwalenia prawa oficjalnie uznającego gminy żydowskie. Zadbał także o to, aby nie egzekwować pewnych praw, które miały charakter sankcji ekonomicznych wymierzonych w Żydów, np. nakaz zamykania sklepów w niedziele .
2 sierpnia 1926 Sejm przyjął nowelizację konstytucji (nowela sierpniowa), wzmacniającą wydatnie rolę prezydenta – mógł wydawać rozporządzenia z mocą ustawy i rozwiązywać obie izby parlamentu na wniosek rządu. 20 września 1926 Klub Chrześcijańskiej Demokracji zgłosił wniosek o wotum nieufności względem dwóch ministrów w rządzie Bartla – Antoniego Sujkowskiego i Kazimierza Młodzianowskiego. Zarzucano im przeprowadzanie czystek politycznych w administracji państwowej oraz wystąpienia z projektami w sprawie mniejszości narodowych. Bartel pojechał do wypoczywającego w Druskiennikach Piłsudskiego, aby dowiedzieć się, co ma dalej robić. Ostatecznie wniosek o wotum nieufności został przyjęty przez izbę, wobec czego Bartel podał gabinet do dymisji, ale marszałek Piłsudski polecił prezydentowi, ażeby ten powołał gabinet w takim samym składzie. Nie naruszało to przepisów konstytucji, jednak antyparlamentarna wymowa tego posunięcia była jasna. Dlatego sejm i senat przyjął inny wniosek prowizorium budżetowego na czwarty kwartał 1926 r., niż ten przedłożony przez rząd.
30 września w Belwederze zebrała się rada gabinetowa, podczas której zdecydowano o rozwiązaniu parlamentu. Wobec tego Bartel otrzymał dokument na ten temat, który dla swej ważności wymagał jeszcze podpisu prezydenta Mościckiego. Tymczasem Senat domagał się, aby Sejm uchwalił cięcia budżetowe zaproponowane przez izbę wyższą. Bartel poinformował marszałka Sejmu Macieja Rataja, że w takim przypadku zawiezie dekret o rozwiązaniu parlamentu Mościckiemu do podpisu. Izba uchwaliła cięcia, wobec czego premier udał się do prezydenta po obiecany podpis. Ku jego zdziwieniu, Mościcki odmówił mu tego, co było uzgodnione z Piłsudskim. Bartel podał się do dymisji, a jego miejsce zajął sam marszałek. Były premier był bardzo rozgoryczony takim obrotem wydarzeń; mimo tego udał się wraz z Piłsudskim do Rataja. W trakcie rozmowy marszałek ostrzegł, że – w przeciwieństwie do poprzedniego szefa rządu – nie będzie bawił się z panami z Sejmu ani nie pozwoli na żadne figle.

#### W rządzie Piłsudskiego
W gabinecie Piłsudskiego Bartel został wicepremierem i ministrem wyznań religijnych i oświecenia publicznego. Marszałek nie poświęcał zbyt dużej uwagi konieczności bieżącej pracy swego rządu, skupiając się przede wszystkim na wojskowości i polityce zagranicznej. Najczęściej zastępował go właśnie Kazimierz Bartel, który pełnił także rolę pośrednika pomiędzy Piłsudskim a marszałkiem Sejmu. Wypowiadał się jako przedstawiciel rządu na forum izby w sprawach związanych z budżetem. Były one głównym przedmiotem sporów pomiędzy piłsudczykami a opozycją parlamentarną.
Po wyborach w marcu 1928 Piłsudski zadecydował, że wyznaczy Kazimierza Bartla na stanowisko marszałka Sejmu. 27 marca Bezpartyjny Blok Współpracy z Rządem zgłosił jego kandydaturę. Zamysłów Piłsudskiego nie udało się zrealizować, ponieważ izba wybrała na marszałka Ignacego Daszyńskiego z Polskiej Partii Socjalistycznej. Na znak protestu, po ogłoszeniu wyników głosowania, rząd i posłowie z BBWR opuścili salę sejmową.

#### Czwarty rząd Bartla

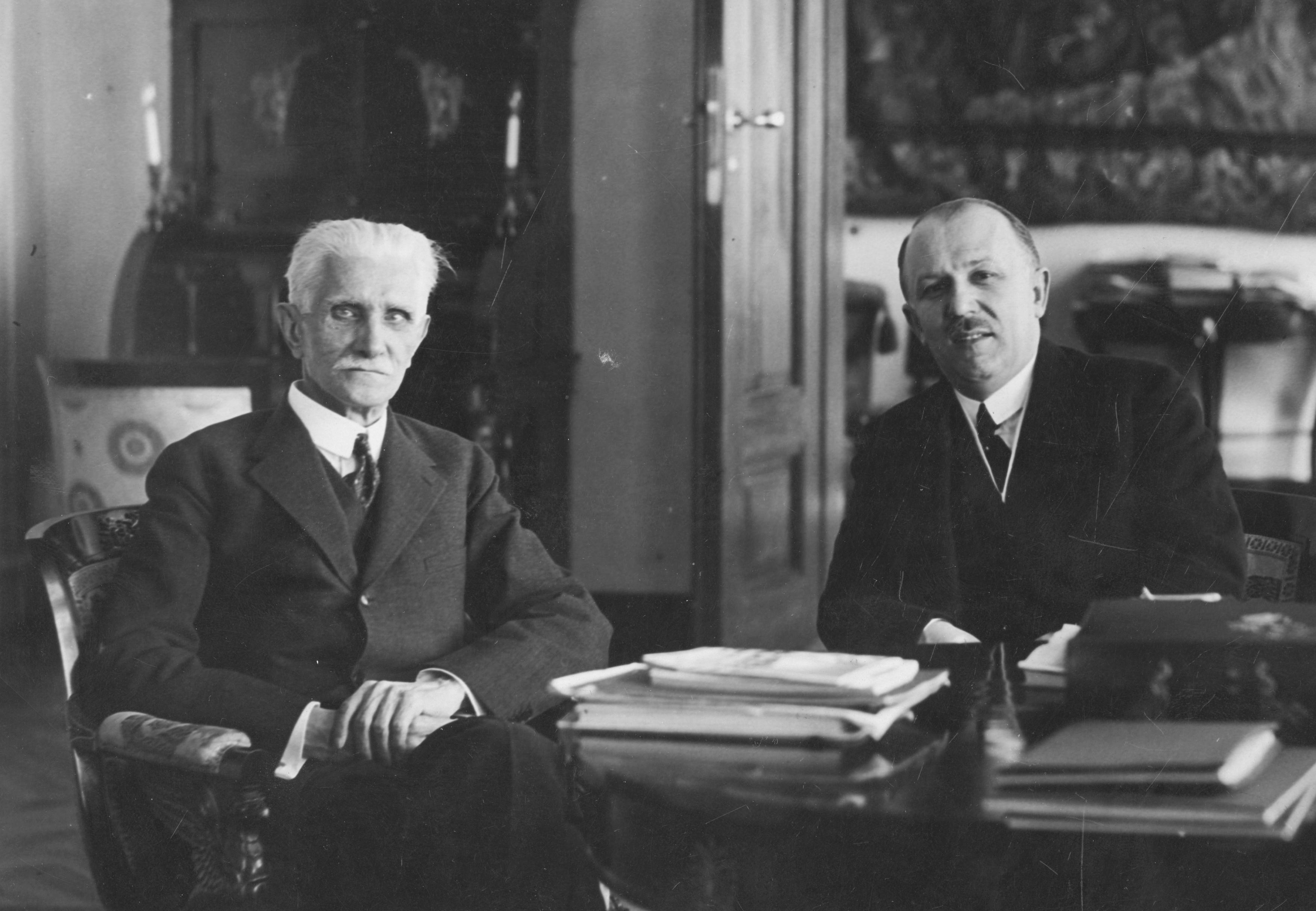
Bartel (z prawej) z marszałkiem Sejmu, Ignacym Daszyńskim, w 1929

Po rozpoczęciu pracy przez nowy parlament premier Józef Piłsudski podał się do dymisji. Zadecydował jednocześnie, że jego miejsce zajmie Kazimierz Bartel. Zmiana ta miała znaczenie jedynie formalne – Bartel i tak kierował bieżącymi pracami Rady Ministrów, nawet wtedy, gdy nie piastował stanowiska szefa gabinetu.
Na początku 1929 wybuchła tak zwana afera Czechowicza. Opozycja odkryła, że minister skarbu Gabriel Czechowicz przekazał w latach 1927–1928 z budżetu państwa na kampanię BBWR 8 mln zł. 12 lutego 1929 antysanacyjni posłowie złożyli wniosek o postawienie go przed Trybunałem Stanu, który został przyjęty przez izbę. Na znak protestu przeciwko takiej decyzji Kazimierz Bartel powiadomił prasę o zamiarze podania się do dymisji. Powiedział także, że sprawa Czechowicza to jego zdaniem krzywda wyrządzona przez Sejm parlamentaryzmowi.
13 kwietnia 1929 Bartel ustąpił ze stanowiska premiera, ze względu na kwestie zdrowotne. Zastąpił go Kazimierz Świtalski, uważany za zwolennika bezpardonowej walki z opozycją parlamentarną. Kolejne miesiące to spory pomiędzy rządem a Sejmem. W tym czasie Bartel powrócił z Włoch i złożył mandat poselski. Parlament zaczął obrady dopiero 5 listopada 1929, jednak jego sesja została odroczona przez prezydenta Mościckiego o miesiąc. Po upływie tego czasu Sejm przyjął wniosek o wotum nieufności wobec gabinetu Świtalskiego. Jego następcą został ponownie Kazimierz Bartel.

#### Piąty rząd Bartla

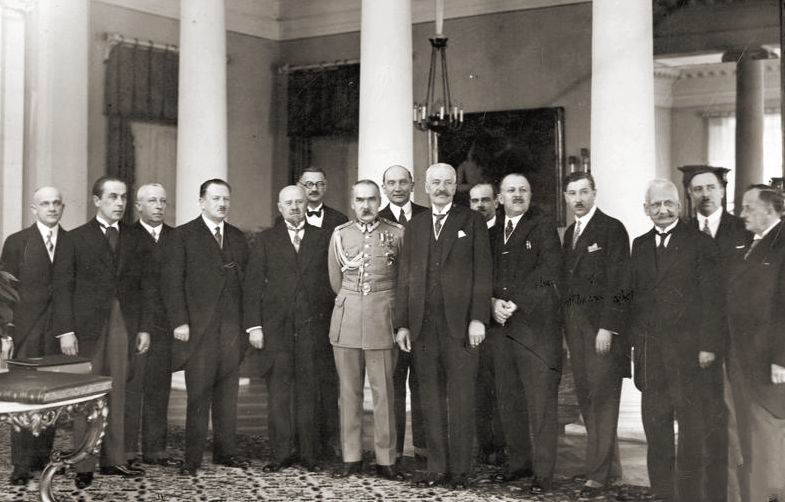
Piąty rząd Bartla, 29 grudnia 1929

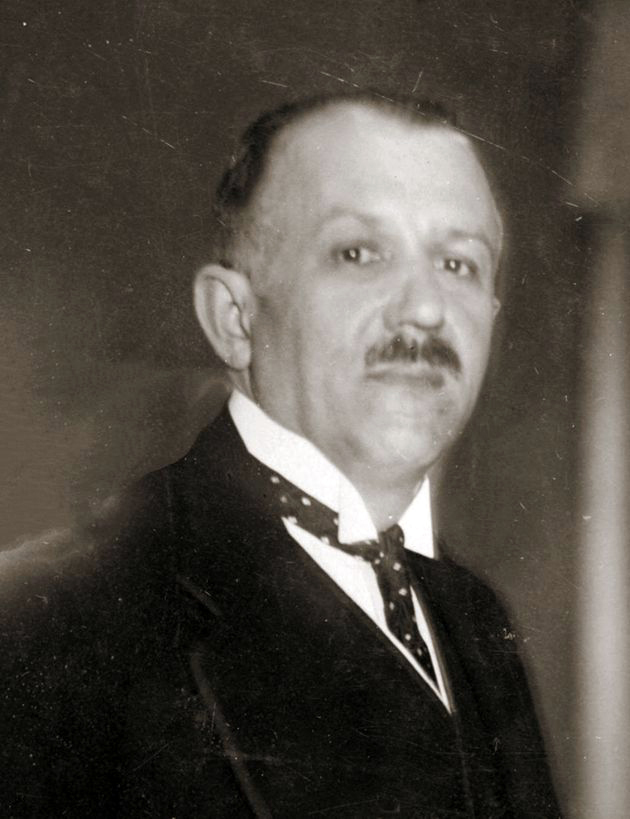
Kazimierz Bartel w 1928

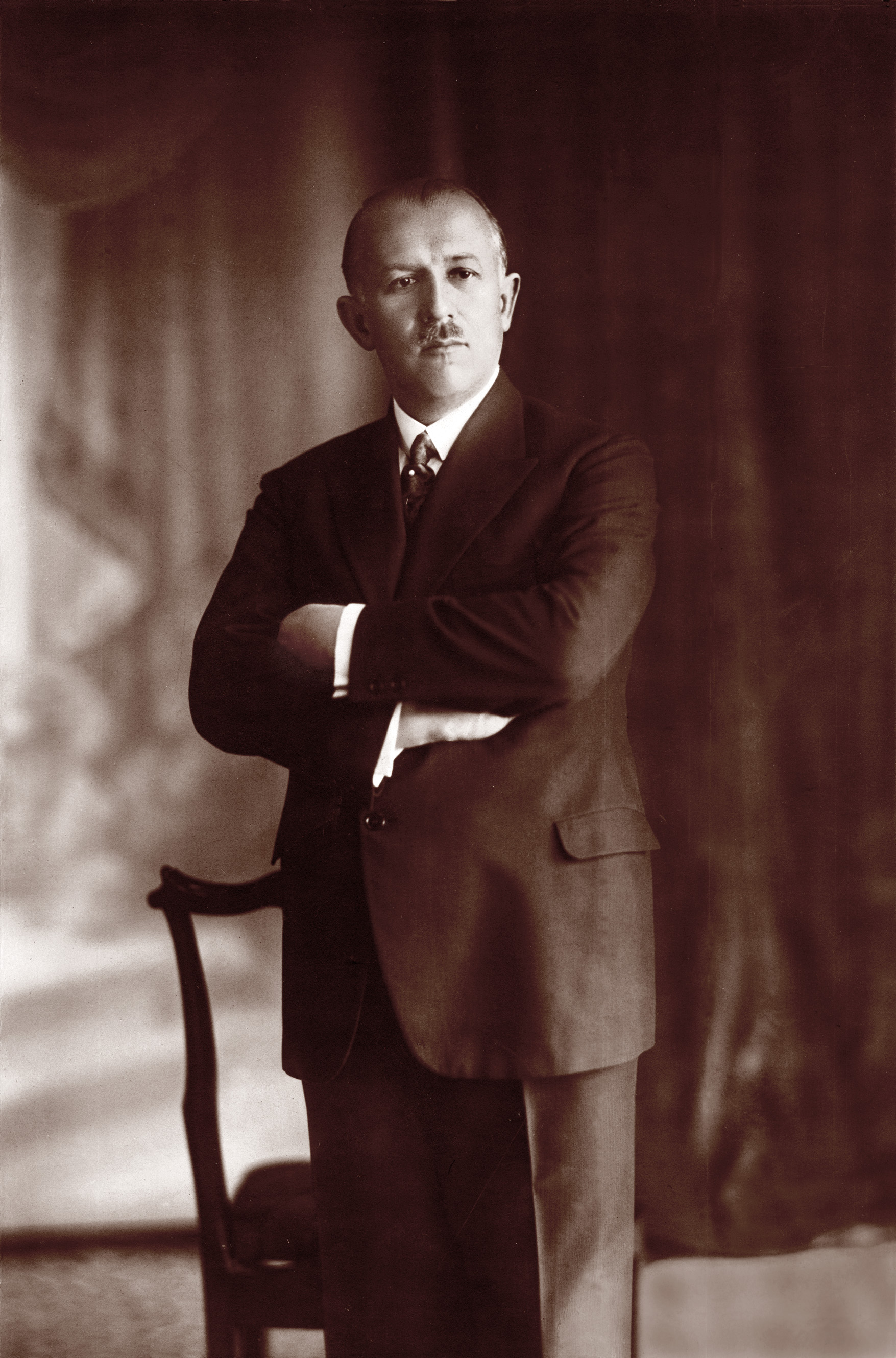
Kazimierz Bartel w 1929

29 grudnia 1929 Kazimierz Bartel został premierem po raz piąty. Obejmował tę posadę z dużymi wątpliwościami, głównie ze względu na zły stan zdrowia (chorował na nerki). Był również zmęczony ciągłymi sporami z Sejmem. 10 stycznia pojawił się na posiedzeniu izby, deklarując wolę współpracy z parlamentem, mówiąc Przychodzę z dobrą wolą. Początkowo Bartlowi udało się nawiązać pewną współpracę z Sejmem, która zaowocowała przyjęciem przez niego budżetu. Później jednak stosunki rządu z parlamentem ponownie się pogorszyły. Apogeum sporu okazał się wniosek o uchwalenie wotum nieufności wobec ministra pracy i opieki społecznej Aleksandra Prystora. Stało się tak przede wszystkim dzięki inicjatywie PPS, która ostro sprzeciwiała się zlikwidowaniu przez ministra samorządu ubezpieczeniowego. 12 marca Bartel wygłosił w Senacie przemówienie ostro atakujące parlamentaryzm, który jego zdaniem: 

przeżył się i nie jest zdolny do spełnienia zadań, jakie życie nowoczesnego państwa nań nakłada. (...) demokratyzacja ustroju parlamentarnego uczyniła z człowieka parlamentu «sui generis» fachowca. Posłowanie stało się zawodem. Nie wymaga się od posłów żadnych zalet czy umiejętności, a tylko posłuszeństwa swej władzy partyjnej. Pracą parlamentu kieruje grupa posłów uważających się za wyrocznię we wszystkich sprawach, a ogromna większość posłów to bierna masa.

 Bartel stwierdził także wówczas, że poseł 

z człowieka żyjącego z pracy staje się często człowiekiem żyjącym z tytułu, co pociąga za sobą dalekie konsekwencje polityczne.

Bartel uznał, że wotum nieufności dla jednego członka gabinetu oznacza brak poparcia dla całego rządu. 15 marca 1930 podał się do dymisji, która została przyjęta przez prezydenta.

### Ostatnie lata
Po wycofaniu się z życia politycznego powrócił do kariery naukowej na Politechnice Lwowskiej. W tym samym roku został wybrany rektorem uczelni i pełnił ten urząd w roku akademickim 1930/1931. Przyznano mu także tytuł doktora honoris causa oraz członkostwo w Polskiej Akademii Umiejętności; w latach 1930–1932 był prezesem Polskiego Towarzystwa Matematycznego. W tym czasie opublikował swe najważniejsze dzieła, między innymi serię wykładów na temat perspektywy w malarstwie europejskim. Była to pierwsza taka publikacja w świecie.
W trakcie swej pracy na Politechnice Lwowskiej wyrażał zdecydowany sprzeciw wobec planów wprowadzenia getta ławkowego dla studentów pochodzenia żydowskiego. Opinia ta, a także inne jego działania przeciwko antysemickim dążeniom części studentów, sprawiła, że Bartel stał się obiektem ich ataków. Wydarzeniami takimi było obrzucenie profesora jajami i sprowadzenie przez narodowców na uniwersytet świni z napisem „Bartel”.
W 1932 zeznawał, jako świadek obrony, w procesie brzeskim. Do kwietnia 1936 był członkiem zarządu i wiceprezesem Rady Fundacji Kórnickiej, w której był delegatem Akademii Umiejętności.
W 1937 został powołany przez Prezydenta RP na senatora (wszedł na miejsce zmarłego Emila Bobrowskiego) i pełnił tę funkcję do wybuchu wojny. Jesienią 1938 był jednym z sygnatariuszy memoriału skierowanego do prezydenta Mościckiego, w którym domagano się włączenia do rządu przedstawicieli opozycji, w związku z zagrożeniem niepodległości kraju. W dokumencie tym postulowano także ogłoszenie amnestii dla polityków opozycyjnych, którzy zostali zmuszeni do emigracji po procesie brzeskim. Bartel wręczył memoriał Mościckiemu, ten jednak nie zareagował na zawarte w nim propozycje.
W lutym 1939 wygłosił w Senacie przemówienie, które zyskało szeroki rozgłos w całym kraju. W wystąpieniu tym ostro skrytykował sytuację na lwowskich uczelniach wyższych, wspominając o rozpowszechnionym tam antysemityzmie, a także m.in. złą jego zdaniem organizację studiów. Po jego słowach uznanie dla niego wyrazili w oświadczeniu prasowym profesorowie Politechniki Lwowskiej: Jan Bagieński, Kazimierz Bartoszewicz, Władysław Derdacki, Stanisław Filipkowski, Wiesław Grzymalski, Emil Łazoryk, Witold Minkiewicz, Marian Osiński.

We wrześniu 1939, w czasie obrony Lwowa przed natarciem wojsk niemieckich, Kazimierz Bartel stanął na czele Komitetu Obywatelskiego. Po zajęciu Lwowa przez ZSRR pozwolono mu na kontynuowanie wykładów na politechnice. W lipcu 1940 został wraz z kilkoma innymi politykami i profesorami wezwany do Moskwy, gdzie udał się na zaproszenie Wszechzwiązkowego Komitetu do spraw Szkół Wyższych ZSRR. Rozmowy, które tam prowadził, dotyczyły przede wszystkim kwestii naukowych – Bartel podpisał kontrakt z wydawnictwem Sowietskaja Nauka na napisanie podręcznika do geometrii wykreślnej. Zwiedzał także tamtejsze instytucje naukowe i kulturalne (Galeria Tretiakowska czy Instytut Architektury). Istnieją natomiast sprzeczne relacje na temat tego, czy podczas pobytu w Moskwie strona radziecka zaproponowała mu współpracę polityczną. Według części relacji jego znajomych doszło do wystosowania nawet propozycji utworzenia przez niego rządu polskiego, co Bartel miał odrzucić. Jak pisał do swojej żony 16 lipca 1941: 

Z rozmów prywatnych z oficerami wnoszę, że niebezpieczeństwo może wypływać z mego stanowiska premiera. W Moskwie umawiałem się ze Stalinem, tu miałem wielkie jakieś stanowiska, echa tego dochodziły przecież i do nas tu – mowa Churchilla i Sikorskiego – tak mi wprost mówili, każą organizować współpracę z bolszewikami, a któż do tego jest najbardziej przygotowany.

Jan Weinstein w jednym z wydań paryskich „Zeszytów Historycznych” opisał treść pisma wysłanego do niemieckiego Ministerstwa Spraw Zagranicznych, w którym Müller, zastępca szefa Policji Bezpieczeństwa i Służby Bezpieczeństwa (Reinharda Heydricha) zawiadamiał o tym, że Bartel negocjował na początku 1941 z władzami ZSRR utworzenie rządu krajowego, który razem ze Związkiem Radzieckim miał wypowiedzieć Rzeszy wojnę. Podobne informacje można znaleźć m.in. w telegramie wysłanym przez polskiego chargé d’affaires w Szwajcarii do Ministerstwa Spraw Zagranicznych w Londynie 26 września 1940: 

Ze Lwowa via Węgry nadeszły wiadomości o zmianie kursu wobec Polaków: zaprzestano deportacji, wypuszczono aresztowanych. Krąży pogłoska o wezwaniu do Moskwy profesora Bartla i zamiarze tworzenia Czerwonego Rządu. Potwierdzenia tych wiadomości brak.

 Tymczasem Maria Bartlowa, żona byłego premiera, podawała, że jej mąż rozmawiał z Rosjanami jedynie w sprawie wydania jego książki Perspektywa malarska w języku rosyjskim. Z pewnością Kazimierz Bartel, wbrew krążącym wówczas pogłoskom, nie spotkał się z Józefem Stalinem.
Premier Rządu RP na uchodźstwie gen. Władysław Sikorski, przewidując wybuch wojny sowiecko-niemieckiej i przywrócenie polsko-sowieckich stosunków dyplomatycznych, zerwanych po agresji ZSRR na Polskę, 19 czerwca 1941, na trzy dni przed datą inwazji III Rzeszy na ZSRR, zgłosił Radzie Ministrów kandydaturę Bartla na stanowisko „nieoficjalnego” ambasadora RP w Moskwie. Uzasadnienie przedstawił Stanisław Kot, minister spraw wewnętrznych, stwierdzając, że Bartlowi należy zawdzięczać zachowanie polskiego charakteru Politechniki Lwowskiej w czasie okupacji bolszewickiej, ponadto znajduje się na miejscu i jest „politycznie lojalny”. Sikorskiemu nie udało się jednak odnaleźć Bartla na terenie ZSRR i ambasadorem został Stanisław Kot.

### Więzienie i śmierć

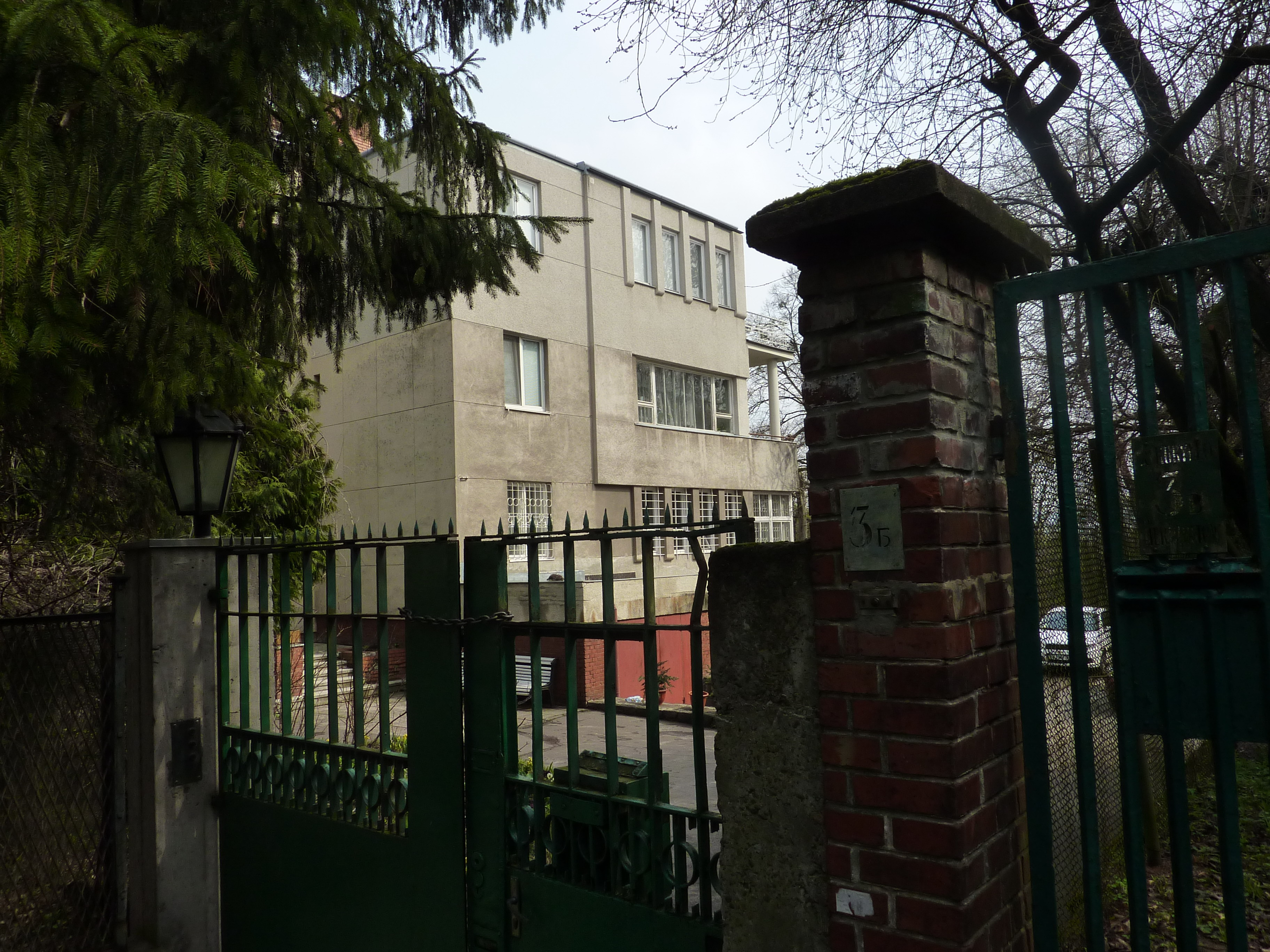
Willa przy ul. Herburtów 5 we Lwowie, w której przed aresztowaniem przez Niemców mieszkał Kazimierz Bartel

Wkrótce po zajęciu Lwowa przez Niemcy (30 czerwca 1941) Bartel został aresztowany 2 lipca w ramach akcji AB i przewieziony początkowo do więzienia Gestapo przy ulicy Pełczyńskiej. Tam, jak wspomina współwięzień Antoni Stefanowicz, traktowany był poprawnie. Byłemu premierowi pozwolono na otrzymywanie i wysyłanie listów od żony oraz na przynoszenie obiadów z domu. W tym czasie Bartel nie był przesłuchiwany, nie przedstawiano mu żadnych oskarżeń. Około 21 lipca został jednak przeniesiony do więzienia przy ulicy Łąckiego, gdzie zaczęto traktować go bardzo brutalnie. 

Wyzywano go od pachołków żydokomuny i pewnego razu, jak podał Stefanowicz, gestapowiec kazał Bartlowi czyścić buty Ukraińcowi z Hilfsgestapo, „by polski profesor i minister czyścił buty parobkowi ukraińskiemu od koni”. Bartel był załamany psychicznie i, jak pisał mi Stefanowicz, nie mógł zrozumieć istoty całej tragedii.

Według niektórych źródeł Niemcy zaproponowali Bartlowi utworzenie marionetkowego rządu okupowanej Polski. Były premier odmówił, co stało się powodem wydania rozkazu jego likwidacji przez Heinricha Himmlera. Informację taką podał generał Sikorski podczas konferencji prasowej w Kairze w listopadzie 1941 (w drodze do Moskwy). Jednak według Sławomira Kalbarczyka wersja, w której motywem zamordowania prof. Bartla była odmowa współpracy w tworzeniu kolaboracyjnego rządu, acz powtarzana i potem, nie znajduje potwierdzenia ani w dokumentach, ani w realiach epoki. Niemcy nie przewidywali bowiem możliwości utworzenia polskiego państwa marionetkowego, nie było zatem potrzeby poszukiwania ludzi, którzy stanęliby na jego czele. Został rozstrzelany 25 lipca 1941 wieczorem lub w nocy, najprawdopodobniej na Piaskach Janowskich lub na Wulce.

Jak podaje jedna z relacji, w nocy z 7 na 8 października 1943 Sonderkommando (złożone z Żydów) na polecenie Niemców odkopało zwłoki pomordowanych polskich profesorów, złożone w zbiorowej mogile. Przedsięwzięcie to (tak zwana akcja 1005) przeprowadzono w celu zatarcia śladów po mordzie, w związku ze zbliżającymi się wojskami radzieckimi. 

W sobotę 9 października 1943 ułożono zwłoki na stosie. Ludzie układający je wyciągali z ubrań dokumenty, i okazało się, że byli tam prof. Bartel i Ostrowski. Zwłoki ułożono na stosie i podpalono. W następnych dniach kolumny z Sonderkommando, tak zwane Aschkolonne, przesiały popiół, a Streukolonne rozrzuciły go po okolicznych polach.

Jego symboliczny grób znajduje się na Cmentarzu Łyczakowskim we Lwowie.

## Okresy funkcjonowania w rządzie

### Premier[5]
15.05–4.06.1926
p.o. 4–8.06.1926
8.06–24.09.1926
p.o. 24–27.09.1926
27–30.09.1926
p.o. 30.09–2.10.1926
27.06.1928–13.04.1929
p.o. 13–14.04.1929
29.12.1929–17.03.1930
p.o. 17–29.03.1930

### Wicepremier
2.10.1926 – 27.06.1928

### Minister Kolei Żelaznych
13.12.1919–9.06.1920
p.o. 9–23.06.1920
23.06–24.07.1920
24.07–13.12.1920
15.05–4.06.1926
p.o. 4–8.06.1926
8–14.06.1926

### Kierownik Ministerstwa Wyznań Religijnych i Oświecenia Publicznego
2.10.1926–9.01.1927

## Życie prywatne
3 lipca 1907 roku ożenił się z Marią z domu Rutkowską, również polityk, jedna z nielicznych kobiet – senatorów w II RP. Miał przybraną córkę Cecylię, która w kwietniu 2008 r. powołała działającą w Krakowie Fundację im. Profesora Kazimierza Bartla, której celem jest wspieranie rozwoju szkolnictwa w Polsce. Przed objęciem urzędu premiera w 1926 zamieszkiwał przy ulicy Nabielaka 28 we Lwowie.
Był członkiem loży wolnomularskiej we Lwowie w okresie zaborów.

## Ordery i odznaczenia

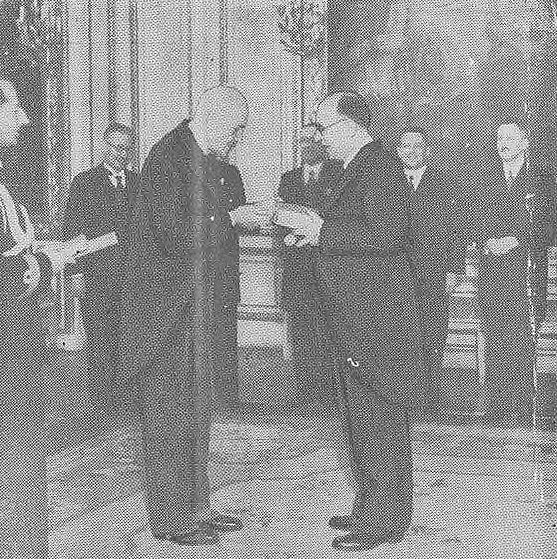
Prezydent Ignacy Mościcki dekoruje Kazimierza Bartla Wielką Wstęgą Orderu Odrodzenia Polski (1937)

- Order Orła Białego (9 listopada 1932)[34]
- Krzyż Srebrny Orderu Wojskowego Virtuti Militari nr 2868 (10 sierpnia 1922)[35][36][37]
- Wielka Wstęga Orderu Odrodzenia Polski (11 listopada 1936)[38][39][40]
- Krzyż Niepodległości (4 listopada 1933)[41][42]
- Krzyż Walecznych
- Medal Pamiątkowy za Wojnę 1918–1921
- Medal Dziesięciolecia Odzyskanej Niepodległości
- Krzyż Wielki Orderu Legii Honorowej (Francja)
- Krzyż Wielki Order Lwa Białego (Czechosłowacja, 1927)[43]
- Krzyż Wielki Orderu śś. Maurycego i Łazarza (Włochy, 1928)[44][45]
- Order Trzech Gwiazd I klasy (Łotwa, 1929)[46]

## Nagrody
- Nagroda im. Benedykta Dybowskiego (1938)[47]

## Dzieła
- Geometria wykreślna, Książnica-Atlas, Lwów-Warszawa 1919[48], wyd. 3 Czytelnik Warszawa 1948
- Perspektywa malarska, t. I, Książnica-Atlas, Lwów-Warszawa 1928[49]
- Rzuty cechowane, Książnica-Atlas, Lwów-Warszawa 1931

## Upamiętnienie
- W 25. rocznicę kaźni profesorów lwowskich w 1966 r., we wnętrzu krakowskiej Bazyliki św. Franciszka z Asyżu odsłonięto tablicę z nazwiskami ofiar hitleryzmu. Obok niej znajduje się także osobne epitafium ku czci Kazimierza Bartla[23].
- Utrwalaniem jego pamięci zajmuje się Fundacja im. prof. Kazimierza Bartla założona w Krakowie przez jego córkę Cecylię Bartel. Fundacja co roku przyznaje nagrodę naukową wręczaną w trakcie Dni Nauk Ścisłych AGH[50][51].
- Od roku 2016 przyznaje się Nagrodę im. prof. Kazimierza Bartla za wybitne osiągnięcia w dziedzinie nauk ścisłych. Nagroda ta, nazwana imieniem Premiera Prof. Kazimierza Bartla, jest corocznie wręczana przez Fundację im. Prof. Kazimierza Bartla młodemu, samodzielnemu naukowcowi, który odnosi międzynarodowe sukcesy w badaniach naukowych w danej dziedzinie[52].